# Galatasaray SK (futbol)
La secció de futbol del Galatasaray Spor Kulübü és una de les seccions esportives del Galatasaray Spor Kulübü. Va ser fundada el 1905 per Ali Sami Yen i altres nois de l'escola secundària d'Istanbul Galatasaray Üniversitesi. Juguen a la ciutat d'Istanbul, a l'estadi Türk Telekom Arena. En l'actualitat aquest club és un dels més importants exponents de la lliga turca. És el primer i únic club turc que ha guanyat un trofeu europeu i el segon club, després de l'Ajax d'Amsterdam, a guanyar la Copa de la UEFA sense perdre un sol partit.
Els majors èxits esportius han estat l'any 2000, quan va guanyar la Copa de la UEFA contra l'Arsenal FC anglès i la Supercopa d'Europa front el Reial Madrid. És l'únic club turc que ha destacat en tornejos internacionals.

## Palmarès

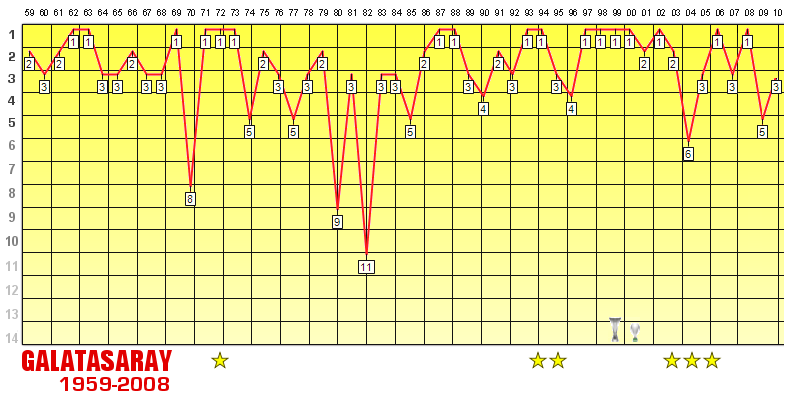
Posicions finals del Galatasaray a la lliga turca des de 1959.

### Tornejos internacionals
- Copa de la UEFA (1): 1999-2000
- Supercopa d'Europa (1): 2000

### Tornejos nacionals
- Super Lliga Turca (24): 1961-62, 1962-63, 1968-69, 1970-71, 1971-72, 1972-73, 1986-87, 1987-88, 1992-93, 1993-94, 1996-97, 1997-98, 1998-99, 1999-2000, 2001-02, 2005-06, 2007-08, 2011-12, 2012-13, 2014-15, 2017-18, 2018-19, 2023-24
- Copa de Turquia (18): 1963, 1964, 1965, 1966, 1973, 1976, 1982, 1985, 1991, 1993, 1996, 1999, 2000, 2005, 2014, 2015, 2016, 2019
- Supercopa de Turquia/Copa President (17): 1966, 1969, 1972, 1982, 1987, 1988, 1991, 1993, 1996, 1997, 2008, 2012, 2013, 2015, 2016, 2019, 2023
- Copa Canceller (5): 1975, 1979, 1986, 1990, 1995
- Copa TSYD (12): 1963, 1966, 1967, 1970, 1977, 1981, 1987, 1991, 1992, 1997, 1998, 1999
- Campionat turc de futbol (9): 1931–32, 1933–34, 1935–36, 1940–41, 1941–42, 1942–43, 1946–47, 1949–50, 1950–51
- Lliga Nacional turca de futbol (1): 1939
- Lliga d'Istanbul de futbol (15): 1908–09, 1909–10, 1910–11, 1914–15, 1915–16, 1921–22, 1923–24, 1924–25, 1925–26, 1928–29, 1930–31, 1948–49, 1954–55, 1955–56, 1957–58
- Copa d'Istanbul de futbol (2): 1942, 1943
- Istanbul Shield (1): 1933

## Jugadors destacats

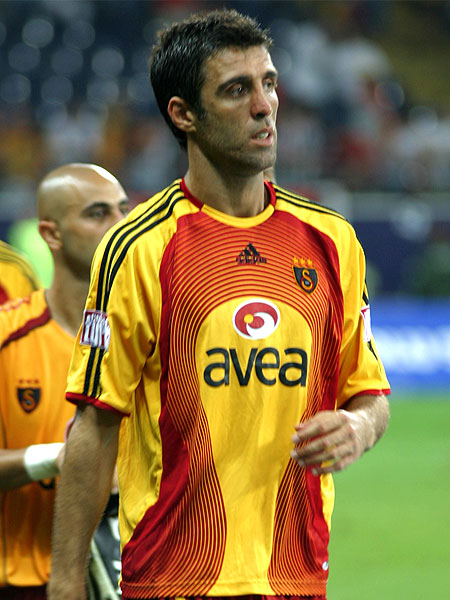
Hakan Şükür

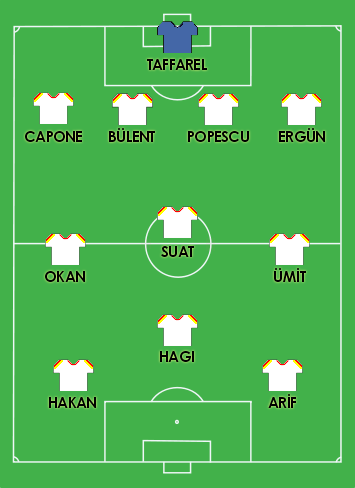
Alineació a la final de la Copa de la UEFA contra l'Arsenal FC el 17 de maig del 2000.

| 1905 a 1979 - Ali Sami Yen - Metin Oktay - Turgay Şeren - Fatih Terim - Mustafa Denizli - Yasin Özdenak - Eşfak Aykaç - Gündüz Kılıç - Coşkun Özarı 1980s - Tanju Çolak - Uğur Tütüneker - Cüneyt Tanman - Xhevat Prekazi - Zoran Simović - Didier Six - Yusuf Altuntaş - Müfit Erkasap - Rüdiger Abramczik - Raşit Çetiner - Mustafa Denizli - Tarik Hodžić |  | 1990s - Bülent Korkmaz - Norman Mapeza - Hakan Şükür - Emre Belözoğlu - Okan Buruk - Ümit Davala - Tugay Kerimoğlu - Arif Erdem - Hakan Ünsal - Gheorghe Hagi - Gheorghe Popescu - Iulian Filipescu - Adrian Ilie - Iosif Rotariu - Claudio Taffarel - Kubilay Türkyilmaz - Elvir Bolić - Falco Götz - Brad Friedel - Dean Saunders - Roger Ljung - Roman Kosecki |  | 2000s - Hasan Şaş - Ayhan Akman - Necati Ateş - Ümit Karan - Ergün Penbe - Servet Çetin - Arda Turan - Faryd Aly Mondragón - Rigobert Song - Saša Ilić - Jardel - Flávio Conceição - Elvir Baljić - Frank de Boer - Abel Xavier - Hakan Yakın - Haim Revivo - Sébastien Pérez - Franck Ribéry - Junichi Inamoto - Shabani Nonda - Tobias Linderoth |  | 2010s - Selçuk İnan - Hakan Balta - Semih Kaya - Burak Yılmaz - Umut Bulut - Lorik Cana - Leo Franco - Harry Kewell - Lucas Neill - Riera - Zvjezdan Misimović - Cris - Elano - Felipe Melo - Didier Drogba - Emmanuel Eboué - Kader Keita - Aurélien Chedjou - Milan Baroš - Tomáš Ujfaluši - Wesley Sneijder - Fernando Muslera |

## Entrenadors
- Nikolof (Jugador) (1905–1906)
- Emin Bülend (Jugador) (1907)
- Horace Armitage (Jugador) (1908–1911)
- Emin Bülend (Jugador) (1911–1914)
- Sadi Bey (1915)
- Ali Sami Yen (1916–1917)
- Necip Şahin (Jugador) (1919–1921)
- Adil Giray (Jugador) (1922–1923)
- Billy Hunter (1924–1928)
- Nihat Bekdik (Jugador) (1929)
- Lamberg (1930–1931)
- Fred Pegnam (1931–1932)
- Syd Puddefoot (1933–1936)
- Hans Baar (1937)
- Peter Szabo (1938)
- Peter Tandler (1938–1939)
- Hayman (1939)
- C. Zaharczuk (1939–1940)
- John Begget (1941–1945)
- Miço Dimitriyadis (1945–1946)
- J. Szweng (1947)
- Pat Molloy (1947–1949)
- D. Lockhead (1950–1952)
- Gündüz Kılıç (1952–1953)
- Lazlo Szekelly (1953–1954)
- Gündüz Kılıç (1954–1957)
- George Dick (1957–1958)
- Leandro Remondini (1959–1961)
- Gündüz Kılıç (1961–1963)
- Coşkun Özarı (1963–1964)
- Gündüz Kılıç (1964–1967)
- Eşfak Aykaç-Bülent Eken (1967–1968)
- Tomislav Kaloperović (1968–1970)
- Coşkun Özarı (1970–1971)
- Brian Birch (1971–1973)
- Don Howe (1974–1975)
- Peter Mansell (1975–1976)
- Malcolm Allison (1976–1977)
- Fethi Demircan (1977–1978)
- Coşkun Özari (1978–1979)
- Turgay Şeren (1979–1980)
- Brian Birch (1980–1982)
- Özkan Sümer (1982–1983)
- Tomislav Ivić (1983–1984)
- Jupp Derwall (1984–1987)
- Mustafa Denizli (1987–1989)
- Sigfried Held (1989–1990)
- Mustafa Denizli (1990–1992)
- Karl-Heinz Feldkamp (1992–1993)
- Reiner Hollmann (1993–1994)
- Reinhard Saftig (1994–1995)
- Graeme Souness (1995–1996)
- Fatih Terim (1996–2000)
- Mircea Lucescu (2000–2002)
- Fatih Terim (2002–2004)
- Gheorghe Hagi (2004–2005)
- Eric Gerets (2005–2007)
- Karl-Heinz Feldkamp (2007-2008)
- Cevat Güler (2008)
- Michael Skibbe (2008–2009)
- Bülent Korkmaz (2009)
- Frank Rijkaard (2009-2011)
- Gheorghe Hagi (2011)
- Bülent Ünder (2011)
- Fatih Terim (2011–2013)
- Cláudio Taffarel (2013)
- Roberto Mancini (2013-2014)
- Cesare Prandelli (2014)
- Hamza Hamzaoğlu (2014–2015)
- Cláudio Taffarel (2015)
- Mustafa Denizli (2015–2016)
- Orhan Atik (2016)
- Jan Olde Riekerink (2016-2017)
- Igor Tudor (2017)
- Fatih Terim (2017–2022)
- Domènec Torrent (2022–2023)
- Okan Buruk (2023–)

## Galeria

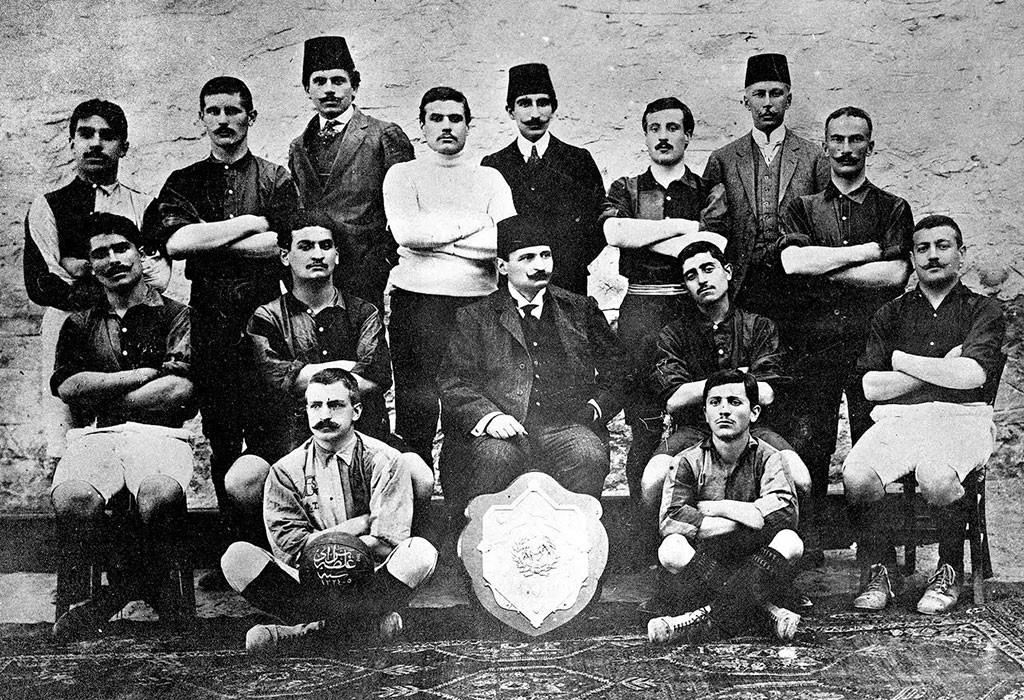
Istanbul Sunday League - Galatasaray SK 1908-09 campió
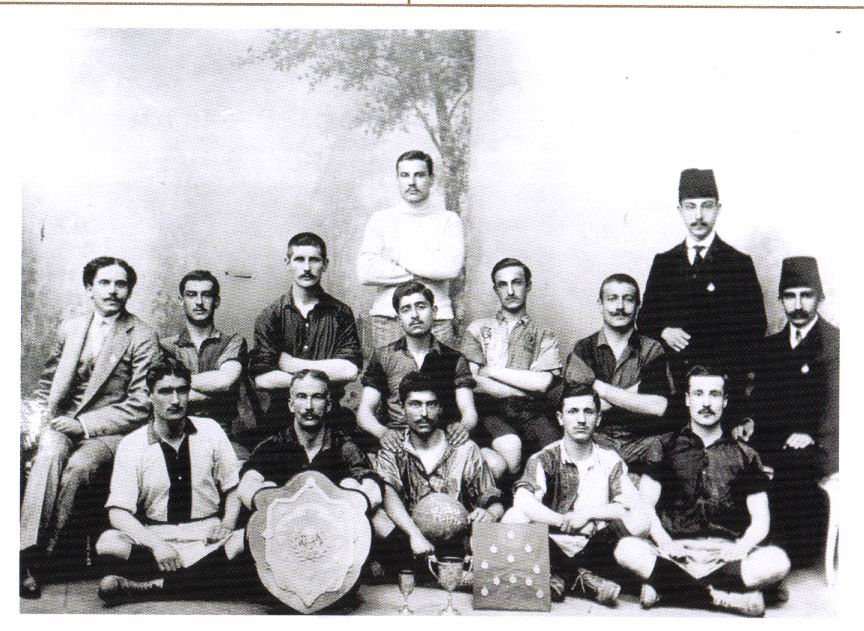
Istanbul Sunday League - Galatasaray SK 1909-10 campió
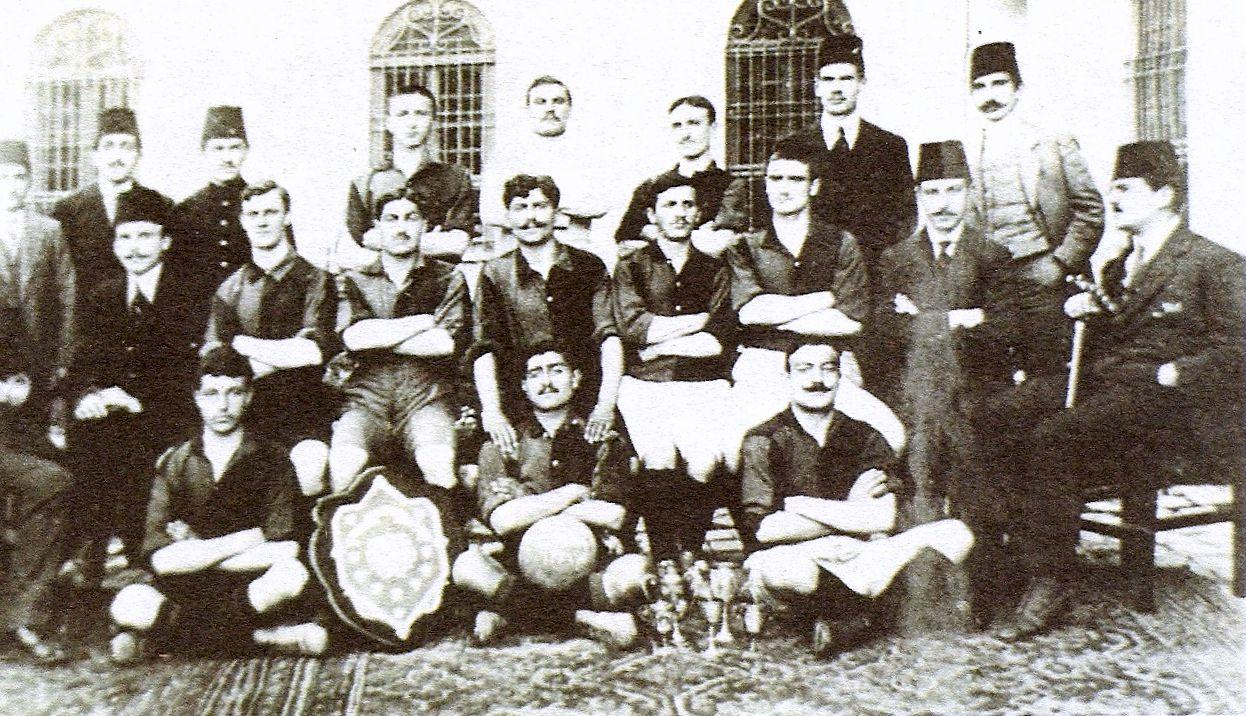
Istanbul Sunday League - Galatasaray SK 1910-11 campió
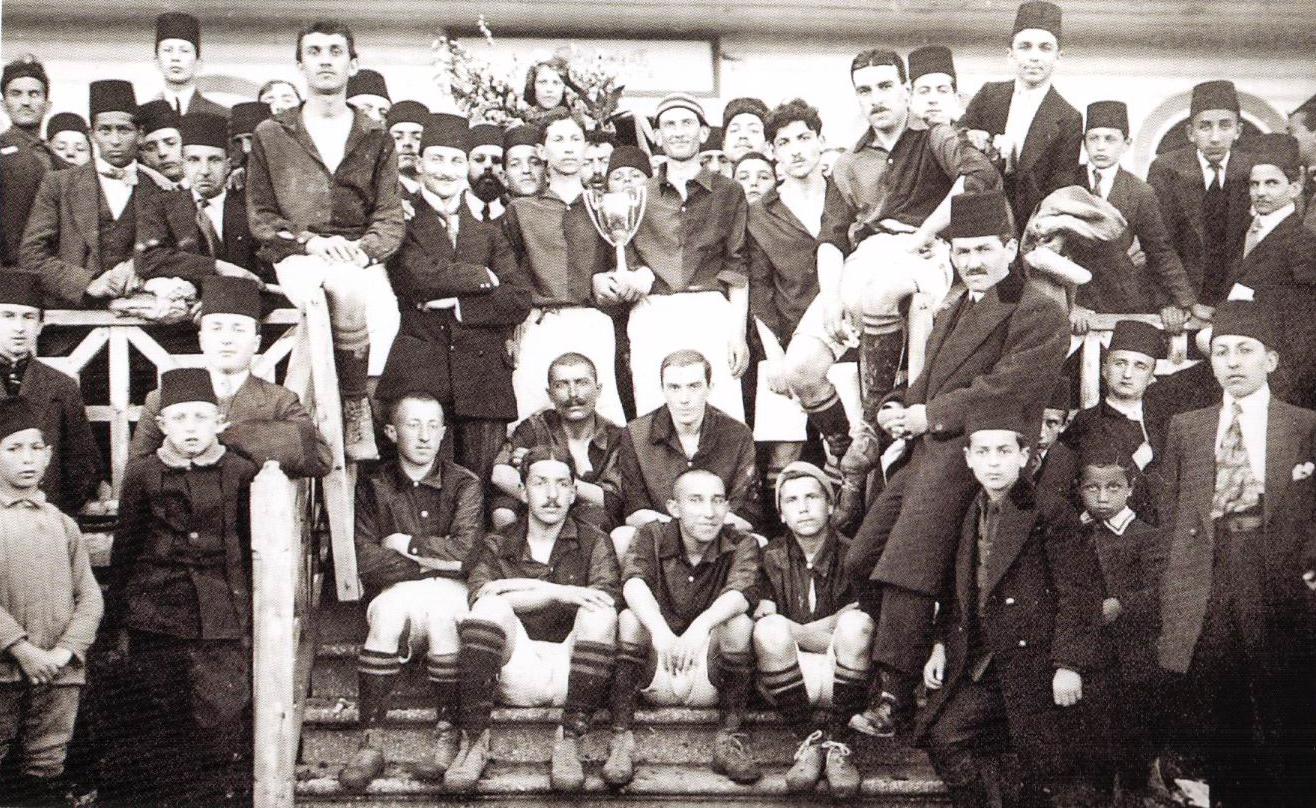
Istanbul Friday League - Galatasaray SK 1915-16 campió
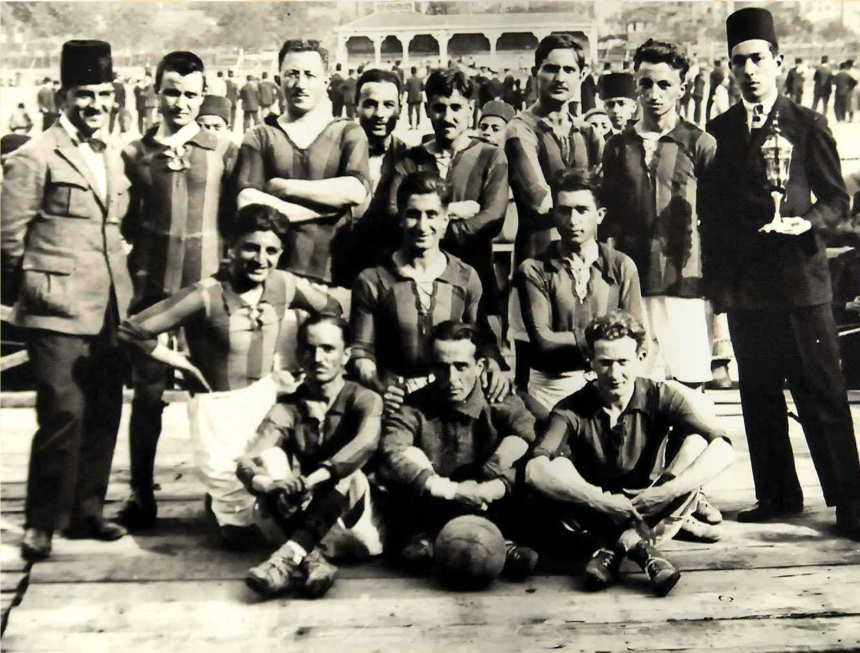
Istanbul Friday League - Galatasaray SK 1921-22 campió
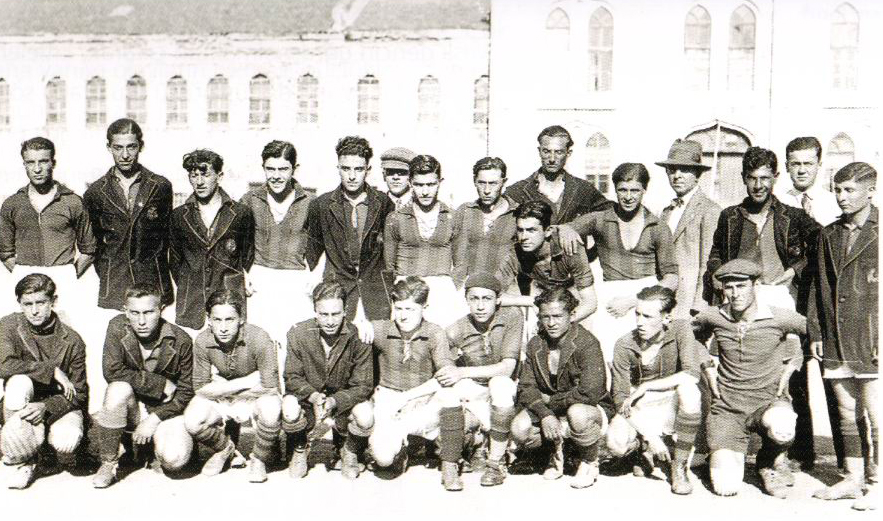
Istanbul League - Galatasaray SK 1924-25 campió
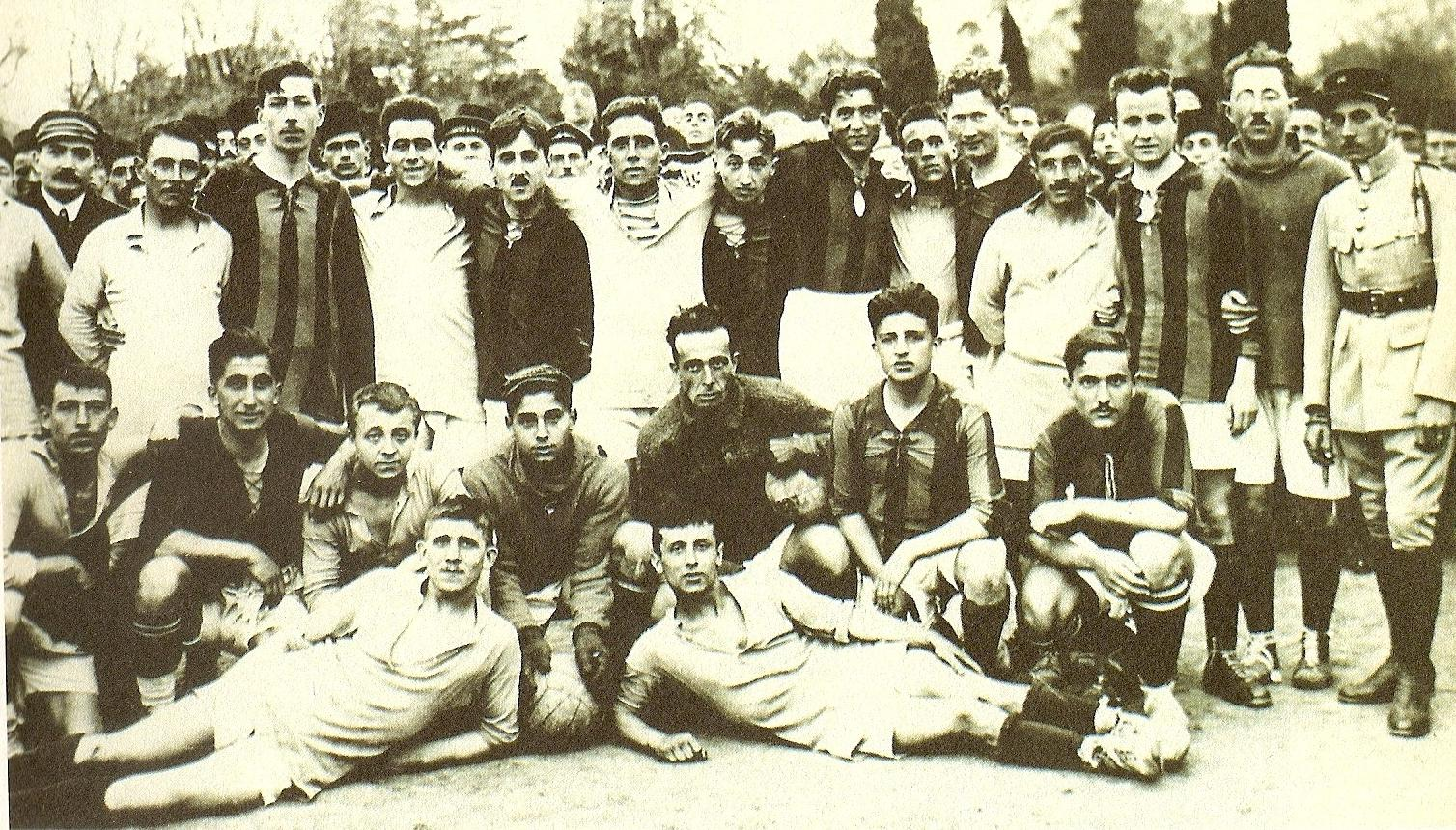
Istanbul League - Galatasaray SK 1925-26 campió